# Nurbek Oralbai
Nurbek Oralbay Rahatuly (* 11. Juni 2000 in Astana) ist ein kasachischer Boxer. Er gewann die Silbermedaille im Halbschwergewicht bei den Olympischen Spielen 2024 in Paris.

## Karriere
Oralbay gewann die Goldmedaille im Mittelgewicht bei der Jugend-Weltmeisterschaft 2018 in Budapest und startete anschließend im Halbschwergewicht, wo er bei der Weltmeisterschaft 2021 in Belgrad im Viertelfinale gegen Wladimir Mirontschikow ausschied. Bei der Asienmeisterschaft 2022 in Amman verlor er im Halbfinale mit 2:3 gegen Hussein Iashaish und bei den Asienspielen 2023 in Hangzhou im Achtelfinale mit 2:3 gegen Tuohetaerbieke Tanglatihan. Bei der Weltmeisterschaft 2023 in Taschkent gewann er dann gegen Murad Allahverdiyev, Kaan Aykutsun, Hussein Iashaish, Imam Chatajew sowie Tuohetaerbieke Tanglatihan und wurde dadurch Weltmeister.
2024 qualifizierte er sich beim 1. Olympiaqualifikationsturnier im italienischen Busto Arsizio mit Siegen gegen Cedrick Belony-Duliepre, Prewa Padabadi, Aliaksei Alfiorau und Kelyn Cassidy für die Olympischen Spiele 2024 in Paris, wo er mit Siegen gegen Callum Peters, Murad Allahverdiyev und Cristian Pinales das Finale erreichte und dort mit 2:3 gegen Oleksandr Chyschnjak unterlag.